# Elemental: War of Magic
Elemental: War of Magic — фэнтезийная пошаговая стратегическая компьютерная игра, разработанная и изданная компанией Stardock 24 августа 2010 года. Игра сочетает жанры 4X и глобальная стратегия. В России игры была локализована Snowball Studios и издана компанией 1С-Софт Клаб под названием Elemental. Войны магов.
Stardock называют Elemental «стратегической игрой в RPG мире.» Игра посвящена строительству городов, развитию собственного государства, добыче ресурсов и завоеваниям, но также она позволяет изменять собственные войска и нации.

## Сюжет
Действие игры происходит в мире, заполненном волшебством, которое в будущем сформирует основу для развития человеческой цивилизации. Бессмертные создания, известные как Титаны, заинтересовались новым миром, создав Кузницу Повелителя — артефакт, способный создавать магические предметы.
В то время как Титаны были заняты гражданской войной, они разбили волшебство во всём мире на множество кусочков. Сначала только они могли использовать магию, но возникают предводители людей, бросившие вызов Титанам.
Последовавшие за этим сражения приводят к разрушению Кузницы и в конечном счёте уничтожению самой земли. Столетие спустя игрок возглавляет фракцию людей или Падших (созданных Титанами) в опустошённом мире, который можно с помощью волшебства восстановить или извратить.

## Геймплей
В самом начале мы выбираем одну из двух рас, но ничто не мешает создать свой собственный народец — предусмотрен соответствующий редактор а-ля Master of Orion (имеется также отдельный, похожий на лабораторию существ из Spore редактор предметов, войск и заклинаний).

## Релиз
К 5 сентября 2010 года Stardock сообщила о том, что игра Elemental: War of Magic разошлась тиражом 82000 копий.

## Продолжение
В 2012 году вышла игра Elemental: Fallen Enchantress, позиционировавшаяся разработчиками как ремейк.

## Рецензии
| Сводный рейтинг    | Сводный рейтинг |
| Агрегатор          | Оценка          |
| ------------------ | --------------- |
| GameRankings       | 56,57 %         |
| Metacritic         | 55              |
| Иноязычные издания |                 |
| Издание            | Оценка          |
| 1UP.com            | C+              |
| Game Informer      | 6,5/10          |
| GamePro            | [ 9 ]           |
| GameSpot           | 4/10            |
| GameZone           | 3/10            |
| IGN                | 6/10            |
| PC Gamer (US)      | 70/100          |

Игру ожидал смешанный приём у критиков. Рейтинг игры составил 55 % на агрегаторе рецензий Metacritic, с разницей оценок от 77 % до 30 %. Обозреватели критиковали игру за технические проблемы, игровую концепцию, слабый интерфейс и документацию, однако похвалили её за стремления и стратегическую гибкость.

### В зарубежной прессе
Из-за технических проблем, PC Gamer, GameSpot и GamePro отложили рецензирование игры до выхода патчей.
Game Informer раскритиковал игру из-за нехватки блеска и недоработанную боевую систему, заявив, что Elemental: War of Magic была не в состоянии совместить превосходные отдельные компоненты в связную игру. PC Gamer отметил, что чувствующиеся амбиции и смысл игры были подведены неадекватным AI. G4 назвал игру жертвой честолюбивого дизайна. 1UP.com также критиковал игру за искусственный интеллект и сверхчестолюбивый дизайн, заметив что игра „точно не веселая“ из-за багов и „плохо разработанного GUI“».
Для GameSpot игре Elemental', обладавшей «солидный игровым фондом» и «многими достойными идеями и стремлениями», препятствуют широкий диапазон проблем, включая частые вылеты, неутешительную графику, плохой интерфейс и АИ, а также неудовлетворительный тактический бой. GamePro отметил, что сложность игры и отсутствие фокусировки могут не располагать к ней, но поклонники жанра 4X найдут забавную игру, имеющую ошибки и нехватку обучающего режима. IGN назвал игру «странно притягательной», и несмотря на её неустойчивость и проблемы недоступности, приходит к заключению, что Elemental — игра с некоторыми прекрасными идеями, которые не были осуществлены так, как могли быть осуществлены."

### В русскоязычной прессе
Крупнейший российский портал игр Absolute Games поставил игре 58 %. Обозреватель отметил оригинальную задумку. К недостаткам были отнесены слабые графика и баланс игры, а также присутствие багов . Вердикт: «Хотя есть ещё один выход — держаться от Elemental подальше. Во всяком случае, до серьёзных обновлений, дополнения или российского издания. Кредит доверия Уорделлу исчерпан, а мысль, что в Master of Magic, Age of Wonders и Lords of Magic тоже не стоило лезть без патчей, совсем не греет».
Журнал «Игромания» поставил игре 5 баллов из 10, сделав следующее заключение: «Американцы из Stardock Entertainment перенимают русскую моду выпускать сырые пошаговые стратегии, напоминающие полуфабрикаты для будущих хитов».
Страна Игр поставила игре 7.5 из 10 баллов. К достоинствам были причислены неординарный игровой процесс и проработанный игровой мир. К недостаткам отнесли боевую систему игры и проблемы с балансом. Вердикт: «Стратегия получилась бы просто великолепной, не будь в ней багов и дисбаланса. Это, к счастью, поправимо».
Лучшие компьютерные игры довольно благосклонно отнёсся к игре, дав оценку 70 % из 100. Особенно положительно была отмечена большие возможности для творчества («С таким багажом у Elemental непременно появятся стоящие модификации»). Также обозреватель отметил интересную роль ролевых элементов, красивую графику, а также присутствие большого количества программных ошибок, мешающих нормально играть. Вердикт: «Фэнтезийные государства, магия, приключения, свобода действий, помноженные на известный шарм, — у игры хватает достоинств, чтобы стать классикой. Но достоинства эти ещё предстоит вызволить из рабства несбалансированности и багов. А пока — что есть, то есть: одна большая недоработка.»